# Coupe de la Fédération masculine de basket-ball
 (mars 2024).
Si vous disposez d'ouvrages ou d'articles de référence ou si vous connaissez des sites web de qualité traitant du thème abordé ici, merci de compléter l'article en donnant les références utiles à sa vérifiabilité et en les liant à la section « Notes et références ».
La coupe de la Fédération masculine de basket-ball (aussi connu sous le nom de coupe de la Ligue) est une compétition de basket-ball tunisienne opposant les équipes éliminées après la première phase des play-offs et ne se qualifie pas pour le super play-off du championnat de Ligue I. Il est organisé par la Fédération tunisienne de basket-ball.
Pour la saison 2017-2018, la coupe de la Fédération de basket-ball est un tournoi avec toutes les équipes du championnat de Ligue I qui jouent sans leurs joueurs des équipes nationales durant la periode des qualifications et des matchs amicales de l'équipe nationale.

## Histoire
Lors de la finale 2012, l'Union sportive monastirienne bat Ezzahra Sports à la salle de Kairouan et la Jeunesse sportive kairouanaise en demi-finale.
En 2013, le Club athlétique bizertin remporte la finale (87-77) contre la Jeunesse sportive kairouanaise. En 2014, l'Étoile sportive goulettoise bat la Jeunesse sportive d'El Menzah en finale. Lors de la finale 2015, la Jeunesse sportive kairouanaise bat le Stade nabeulien. 
Pour la saison 2017-2018, la Fédération tunisienne de basket-ball crée une nouvelle version de la coupe de la Fédération : un tournoi avec les treize équipes du championnat de Ligue I qui jouent sans leurs joueurs des équipes nationales. Ce tournoi est joué pendant la phase de qualification (8 novembre-1er décembre 2017) des équipes nationales pour la coupe du monde 2019. Le Club africain remporte la première finale de la nouvelle version contre l'Étoile sportive du Sahel (73-70) à la salle de Bir Challouf à Nabeul.
Durant la saison 2018-2019, le Club africain remporte la deuxième édition de la nouvelle version lors de la finale contre la Dalia sportive de Grombalia (67-65) à la salle de Bir Challouf à Nabeul. Ce tournoi oppose douze équipes du championnat de Ligue I sans leurs joueurs évoluant en équipe nationale, critère poussant l'Étoile sportive de Radès à se retirer du tournoi (six de ses joueurs sont affectés). La compétition se déroule en effet pendant la phase des qualifications (9 novembre-22 décembre 2018) des équipes nationales pour la coupe du monde 2019.
Pour la troisième édition en 2020-2021, la Fédération tunisienne de basket-ball change le nom de la compétition en « coupe Abderraouf-Menjour ». Sept équipes participent à ce tournoi (9 décembre-12 décembre 2020), alors que le Club africain, l'Union sportive monastirienne, l'Étoile sportive de Radès et l'Association sportive d'Hammamet se retirent et que l'Étoile sportive du Sahel est forfait avant son premier match. Ezzahra Sports remporte la finale contre le Stade nabeulien (69-68 a. p.) à la salle de Bir Challouf à Nabeul.
Durant la saison 2023-2024, l'Étoile sportive du Sahel remporte la finale contre la Jeunesse sportive kairouanaise (70-64) à la salle Ben Ammar de La Goulette.
Au terme de la saison 2024-2025, la Jeunesse sportive kairouanaise bat l'Étoile sportive du Sahel en finale (74-60) à La Goulette et remporte la trophée pour la deuxième fois.

## Palmarès
| - 1995 : Club africain - 1998 : Club africain - 2012 : Union sportive monastirienne - 2013 : Club athlétique bizertin - 2014 : Étoile sportive goulettoise - 2015 : Jeunesse sportive kairouanaise - 2016 : non disputé | - 2017 : Club africain - 2018 : Club africain - 2019 : non disputé - 2020 : Ezzahra Sports - 2021 : non disputé - 2022 : non disputé - 2023 : Étoile sportive du Sahel - 2024 : non disputé - 2025 : Jeunesse sportive kairouanaise |

## Bilan par club
| Club                           | Ville       | Titres | Années                 |
| ------------------------------ | ----------- | ------ | ---------------------- |
| Club africain                  | Tunis       | 4      | 1995, 1998, 2017, 2018 |
| Jeunesse sportive kairouanaise | Kairouan    | 2      | 2015, 2025             |
| Club athlétique bizertin       | Bizerte     | 1      | 2013                   |
| Étoile sportive goulettoise    | La Goulette | 1      | 2014                   |
| Ezzahra Sports                 | Ezzahra     | 1      | 2020                   |
| Union sportive monastirienne   | Monastir    | 1      | 2012                   |
| Étoile sportive du Sahel       | Sousse      | 1      | 2023                   |